# Nowe Prażuchy
Nowe Prażuchy – wieś w Polsce położona w województwie wielkopolskim, w powiecie kaliskim, w gminie Ceków-Kolonia.
| SIMC    | Nazwa     | Rodzaj    |
| ------- | --------- | --------- |
| 0195417 | Bielawy   | część wsi |
| 0195423 | Karczemka | część wsi |
| 0195430 | Orli Staw | część wsi |

W latach 1975–1998 miejscowość administracyjnie należała do województwa kaliskiego.